# Bradypodion atromontanum
Espèce
Statut CITES
Statut de conservation UICN

 LC : Préoccupation mineure
Bradypodion atromontanum est une espèce de sauriens de la famille des Chamaeleonidae.

## Répartition
Cette espèce est endémique du Cap-Occidental en Afrique du Sud.

## Publication originale
- Branch, Tolley & Tilbury, 2006 : A new Dwarf Chameleon (Sauria: Bradypodion Fitzinger, 1843) from the Cape Fold Mountains, South Africa. African Journal of Herpetology, vol. 55, n. 2, p. 123-141.